# Boris Kramarenko
Boris Grigorjevič Kramarenko (rusky Борис Григорьевич Крамаренко * 1. listopadu 1955) je bývalý sovětský zápasník, reprezentant v zápase řecko-římském. V roce 1980 na olympijských hrách v Moskvě v kategorii do 62 kg vybojoval bronzovou medaili.